# 云南五叶参
云南五叶参（学名：Pentapanax yunnanensis）是五加科五叶参属的植物，为中国的特有植物。分布在中国大陆的云南等地，目前尚未由人工引种栽培。
其种加词 yunnanensis 意为“云南的”。
现接受名为云南羽叶参（Aralia delavayi J.Wen， 2002）。